# Maratecoara
 Maratecoara  és un gènere de peixos de la família Rivulidae i de l'ordre dels ciprinodontiformes.

## Taxonomia
- Maratecoara formosa (Costa & Brasil, 1995)
- Maratecoara lacortei (Lazara, 1991)
- Maratecoara splendida (Costa, 2007)[1][2][3][4]